# Шлик, Генрих фон
Генрих ван Шлик, граф Бассано и Вайскирхен (нем. Heinrich Schlik zu Bassano und Weißkirchen; 1580 — 5 января 1650, Вена) — моравский дворянин, австрийский военачальник. Фельдмаршал (1627). Участник Тридцатилетней войны. Президент гофкригсрата (1632—1649), председатель военного трибунала империи Габсбургов.

## Биография
В молодости с 1598 года принимал участие в военных кампаниях в Венгрии, сражаясь в составе армии генерала Иштвана Бочкаи против Рудольфа II. В начале XVII века поступил на испанскую военную службу, воевал в Голландии. Когда в 1609 году разразился спор за клевское наследство, вернулся на службу к императору Рудольфу II и создал кирасирскую роту, во главе которой сражался в Юлихе и Эльзасе.
Затем отправился в турне по Франции и Англии и посвятил себя математическим исследованиям. Позже служил под знамёнами Пфальца-Нейбурга, Брауншвейга и Испании.
В начале Тридцатилетней войны в 1621 году получил под командование императорский полк. Сражался в Венгрии под командованием Бюкуа, а в 1622 году в Силезии под командованием Максимилиана фон Лихтенштейна. В 1625 году его полк, который теперь насчитывал 10 пехотных рот общей численностью 2000 человек, был включён в состав армии Валленштейна, и ему самому было поручено командовать всей артиллерией.
Во время боёв в центральной Германии был назначен командиром сильного кавалерийского корпуса для занятия Магдебурга и Хальберштадта. Сыграл видную роль в разгроме Мансфельда под Дессау 25 апреля 1626 года. В том же году стал Фельдцейхмейстером.
2 июня 1627 года получил чин имперского фельдмаршала, в 1630 году Шлик ушёл с военной службы. С 1632 по 1649 год был председателем военного трибунала в Вене. Будучи противником Альберта Валленштейна, вёл против него расследование.